# آدريان كاسيراس
آدريان كاسيراس (بالإسبانية: Adrián Cáceres)‏ (بالإنجليزية: Adrian Caceres)‏ (10 يناير 1982 ببوينس آيرس في الأرجنتين - ) هو لاعب كرة قدم أرجنتيني وأسترالي في مركز الوسط. لعب مع سنترال كوست مارينرز ونادي برث غلوري ونادي برينتفورد ونادي ساوثهامبتون ونادي ملبورن فيكتوري ونادي ويلينغتون فينيكس وهال سيتي ويوفل تاون وهايدلبرغ يونايتد ‏ ونادي شيانج ري يونايتد ونادي برث وBalcatta Etna FC ‏ وBayswater City SC ‏ ونادي ألدرشوت تاون وويكمب وندررز وInglewood United FC ‏ وReal Mataram ‏.

## وصلات خارجية
- آدريان كاسيراس على موقع قاعدة بيانات كرة القدم.إي يو (الإنجليزية)
- آدريان كاسيراس على موقع Soccerbase.com (لاعب) (الإنجليزية)
- آدريان كاسيراس على موقع Soccerway.com (الإنجليزية)
- آدريان كاسيراس على موقع عالم كرة القدم.نت (الإنجليزية)